# السياحة في فنلندا

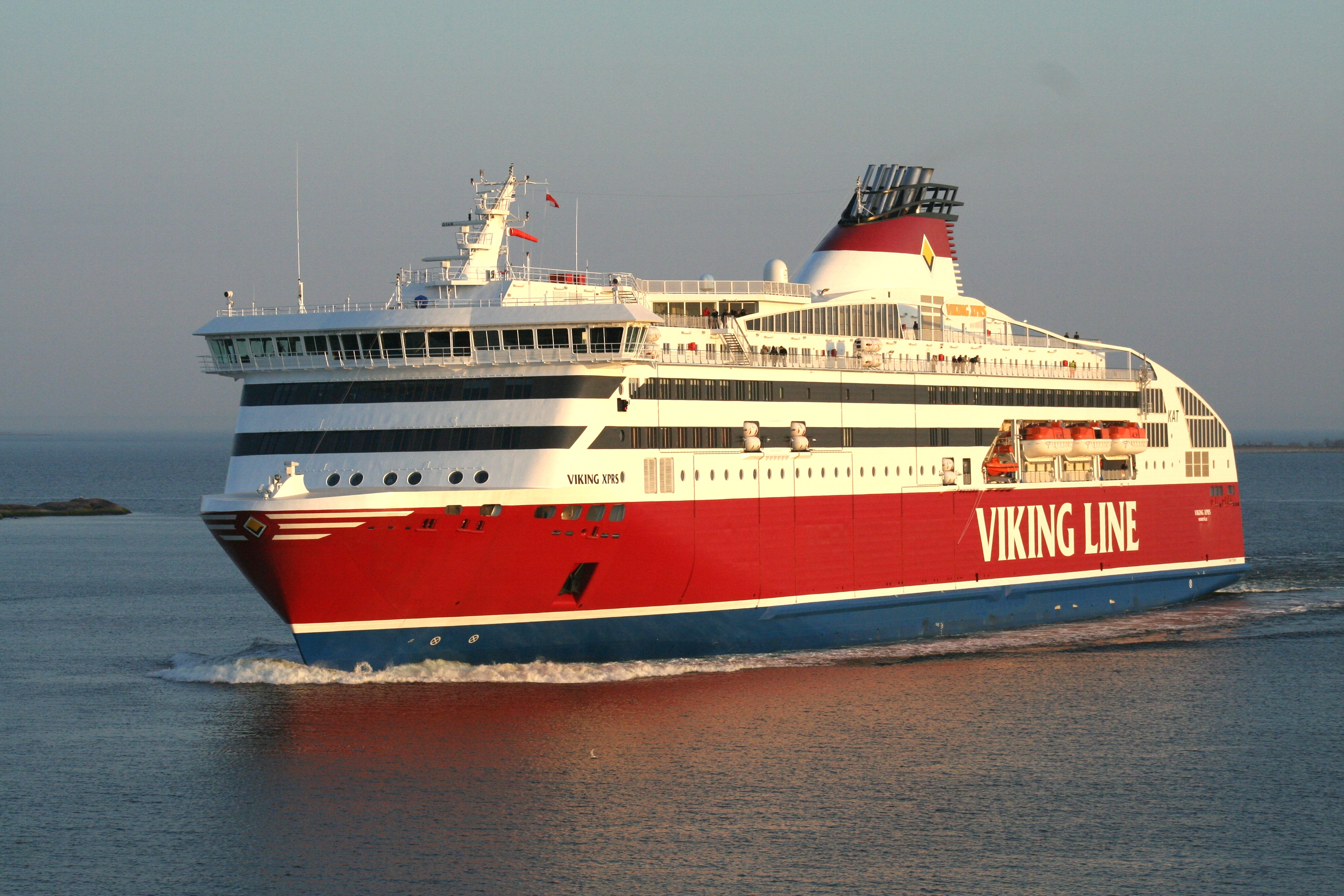
سفينة إم إس فايكنغ إكس بي أر إس الفنلندية في بحر البلطيق.

السياحة في فنلندا زار فنلندا 6.1 مليون سائح في سنة 2010 وأغلب السواح هُم من روسيا ونسبة السياحة في فنلندا هي 2.4 % من الناتج القومي المحلي في فنلندا وتوفر السياحة في فنلندا 60 ألف وظيفة، تعتبر المناظر الطبيعية و البحيرات الطبيعية و الغابات وطقوس السكان الأصليين لفنلندا قومية سامي هي سبب السياحة في فنلندا.